# داء الباستوريلات
داء الباستوريلات هو مرض يصيب الإنسان وعدة أنواع من الحيوانات، وسببه جنس من البكتيريا اسمه الباستوريلا.
توجد الباستوريلة القتالة في الفم والقناة التنفسية لأنواع مختلفة من الحيوانات، بضمنها الخنزير. وهي بكتيريا سلبية الغرام يمكن أن تسبب أيضا كوليرا الدجاج وقد تكون معايشة أيضا.

## الصفات
عصيات مكورة (عصورة) سلبية الغرام غير متحركة لا هوائية مخيرة غير منتجة للأبواغ، تقيس 0.3-1 ميكرومتر عرضًا و1-2 ميكرومتر طولًا. تنتج هذه الجراثيم الحمض لكن لا تنتج الغاز عندما تستخدم الدكستروز والغليسرول والإينوزيتول واللاكتوز والمالتوز والمانوز. وهي إيجابية الأوكسيداز والكاتلاز، وقادرة على إرجاع النترات إلى نتريت.
ومنها الباستوريلة الرئوية التي تشكل عند نموذها على آغار الدم خلال 24 ساعة مستعمرات بولن رمادي إلى الأصفر.

## الأنواع
- الجلد أو نسيج تحت الجلد، وهو تفاعل التهابي منتشر (فلغمون) إنتاني يحدث عادة بعد عضة القط. تظهر الأعراض الالتهابية بسرعة خلال ساعة إلى ساعتين، حيث يحدث استسقاء وألم شديد ونضح مصلي دموي. كما يمكن حدوث حمى متوسطة إلى شديدة مع قيء وصداع وإسهال. ومن الشائع حدوث التهاب الأوعية اللمفية. أما المضاعفات فتتضمن التهاب المفاصل الإنتاني والتهاب العظام، وقد يتطور إلى مرض مزمن.
- إنتان، وهو نادر، تصاحبه حمى وإرتعاد وقيء يتبعه صدمة واعتلال خثري.
- ذات الرئة، وهو نادر جدا.

كما يمكن حدوث داء الباستوريلات في أماكن أخرى من الجسم مثل التهاب المفاصل الإنتاني والتهاب السحايا والتهاب الشغاف الحاد، لكنها حالات نادرة جدا.

## في الحيوانات
من الأمراض التي تتسبب بها الباستوريلة القتالة وحدها أو مع كائنات أخرى:
- حمى الشحن
- ذات الرئة متوطن في الخراف
- كوليرا الدجاج
- ذات الرئة المتوطن والتهاب الأنف الضموري في الخنازير.
- داء الباستوريلات في الشنشيلة
- داء الباستوريلات في الأرانب
- الشك بإصابة السايغا بداء الباستوريلات في عام 2015.[5]

## التشخيص
يشخص داء الباستوريلات من خلال عزل الباستوريلة القتالة من الدم أو القيح أو السائل الشوكي.

## العلاج
ينتقل داء الباستوريلات عادة عن طريق عضة الحيوانات، لذلك الخطوة الأولى في العلاج هي معالجة الجروح الناتجة عن العض. تستعمل جرعة عالية من بنسلين للعلاج، ويعد البنسلين الخط الأول في علاج داء الباستوريلات. البدائل هي تيتراسايكلن وكلورامفينيكول.

## أنظر أيضا
- تكبد الرئتين